# A Dog Barking at the Moon
再见, 南屏晚钟 (en anglès: A Dog Barking at the Moon, traduïble com «Un gos bordant a la lluna») és una pel·lícula dramàtica de la República Popular de la Xina (RPX), dirigida per Lisa Xiang Zi i estrenada l'any 2019. Tot i que va ser rodada íntegrament a la RPX, es va fer la postproducció a Espanya per tal d'evitar la censura del govern de la RPX. Malgrat això, es considera una pel·lícula «apàtrida» perquè Espanya no l'ha reconegut pas com de la seva producció i el país asiàtic l'ha prohibit.
Aquesta coproducció va rebre el Teddy Award del Jurat a la Millor Pel·lícula LGBTI+ a Berlín i, posteriorment, es va estrenar a Filmin.

## Argument
La pel·lícula es desenvolupa entre passat i futur amb un toc teatral i presenta sense embuts a la societat xinesa encara debatent-se entre el tradicionalisme i el reconeixement de drets individuals. Narra la història d'una saga familiar xinesa, la vida de la família Tao. Li Jiumei (Renhua Na) és l'esposa. Huang Xiaoyu (Gaowa Siqin), torna a visitar als seus pares -viu als Estats Units- abans de donar a llum; a la futura mare l'acompanya el seu marit, Benjamí (Thomas Fiquet). La tornada de Xiaoyu al si familiar porta no sols records i ferides desagradables, també conflictes, perquè la menor dels Tao torna a la RPX amb idees noves, especialment el reconeixement als individus, fins i tot si això va en contra del poder atorgat a la societat o al govern, caracteritzat com a autoritarisme de partit únic. El pare, Huang Tao (Wu Renyuan) és homosexual i en més d'una ocasió ha mantingut relacions amb altres homes; en el present Huang manté una relació amb un dels seus exalumnes: Feng Xi (Chen Zhenyuan).

## Producció
És una coproducció de la República Popular de la Xina i Espanya; Acorn Studio i Granadian. La pel·lícula es va rodar a Pequín en 2018. El seu productor i director de fotografia és en José Val Bal. La pel·lícula va ser muntada a Espanya íntegrament, però la pel·lícula no ha estat considerada com a producció espanyola perquè la Ley de Cine obliga que almenys el 75 % del seu equip sigui de nacionalitat espanyola o la d'algun de la Unió Europea. José Val Bal va sol·licitar al Institut de la Cinematografia i de les Arts Audiovisuals (ICAA) que es considerés com una producció espanyola arran el Teddy Award, però la va rebutjar.
A la RPX, ni tan sols es pot estrenar la pel·lícula perquè fou prohibida per les autoritats xineses.

## Estrena
La pel·lícula es va estrenar al febrer de 2019 en el Festival Internacional de cinema de Berlín sense el consentiment del govern xinès. A l'estat espanyol es va estrenar en la plataforma Filmin i va ser seleccionada per a l'IV Festival de Cinema per Dones.

## Premis
- Teddy Award en el Festival de Cinema de Berlín 2019 com a millor pel·lícula LGBT.
- La cinta ha aconseguit reconeixement en festivals tan diversos com Inside Out Toronto i el Frameline San Francisco.